# Place des Cordeliers à Lyon
Place des Cordeliers à Lyon je francouzský krátký film z roku 1895. Režisérem je Louis Lumière (1864–1948). Film trvá necelou minutu. Byl součástí programu prvního komerčního filmového promítání bratří Lumièrů, které se konalo 28. prosince 1895 v Paříži.
Předpokládá se, že film byl natočen 10. května 1895.

## Děj
Film zachycuje všední život na náměstí Place des Cordeliers v Lyonu. Je v něm vidět provoz s kočáry, které táhnou koně, a chodce, kteří se prochází spíše na chodníku, ale i na silnici. V pozadí je vidět obloha a několik velkých budov.